# La poupée monte le son
"La poupée monte le son" (em português: «A boneca aumenta o volume») é uma canção da cantora luxemburguesa Laura Thorn. Foi lançada a 20 de dezembro de 2024, e foi escrita por Julien Salvia e Ludovic-Alexandre Vidal. A canção representou o Luxemburgo no Festival Eurovisão da Canção de 2025.

## Contexto e composição
A canção «La poupée monte le son» foi escrita e composta pelos compositores franceses Julien Salvia e Ludovic-Alexandre Vidal. A canção foi descrita como uma homenagem à canção de France Gall, «Poupée de cire, poupée de son», a canção vencedora da Eurovisão do Luxemburgo em 1965. Durante a conferência de imprensa após vencer o Luxembourg Song Contest 2025, Laura afirmou que «uma boneca é controlada por alguém, aquela sobre a qual canto já não se deixa fazer», referindo-se a uma abordagem oposta à da canção de France Gall. Numa entrevista à ESCBubble, Laura disse ainda: «Adoro o facto de haver esta ligação com a canção de France, especialmente porque ganhou a Eurovisão há exatamente 60 anos, por isso achei que era uma excelente ideia honrar o Luxemburgo e a sua história no Festival Eurovisão da Canção»